# Chamer Kultur

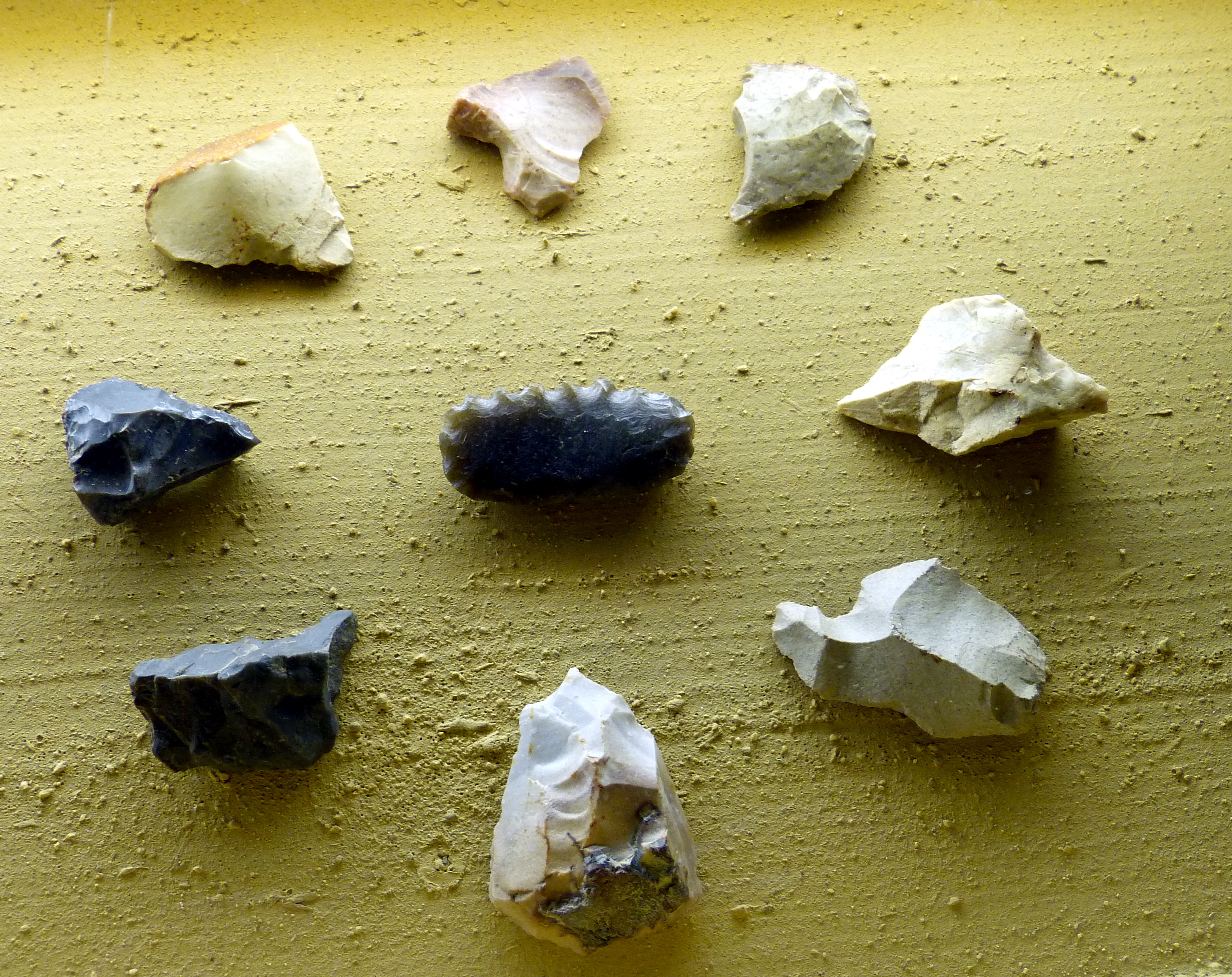
Werkzeuge der Chamer Kultur, gefunden in Niederkappel (Oberösterreich)

Die Chamer Kultur (auch Chamer Gruppe) ist eine archäologische Kultur der Jungsteinzeit, die zwischen etwa 3500–2700 v. Chr. datiert wird. Sie folgt in Teilen Bayerns auf die Altheimer Kultur und wird hier der traditionellen Terminologie zufolge bereits dem Endneolithikum zugerechnet. Im überregionalen Zusammenhang ist sie etwa zeitgleich mit Kulturen des Spätneolithikums, wie der Walternienburg-Bernburger Kultur in Mitteldeutschland, der Horgener Kultur im Voralpengebiet, der Mödling-Zöbing-Gruppe in Österreich und Mähren oder der ostmitteleuropäischen Kugelamphorenkultur.

## Siedlungen
Bei der Mehrzahl der Fundstellen der Chamer Kultur handelt es sich um Lesefunde auf ehemaligen Siedlungen. Neben Siedlungskeramik, Spinnwirteln und Silexabfall gibt es Befunde wie Siedlungsgruben und Erdwerke. Erdwerke wurden in Hadersbach (siehe Erdwerk von Hadersbach), Piesenkofen, Riekofen, Dobl (OT von Prutting, Lkr. Rosenheim) und auf dem Galgenberg bei Kopfham (OT von Ergolding) untersucht. Im Donautal lagen die Siedlungen bevorzugt an Terrassenkanten und Bachläufen. Andere Siedlungen lagen auf Kuppen und Geländespornen, doch sind auch Hanglagen und Talauen belegt, wie die Chamer Siedlung von Dietfurt im Altmühltal. Die Menschen des Endneolithikums (in der bayerischen Terminologie) verließen erstmals die fruchtbaren Lößböden und erschlossen die Fränkische Alb, den Bayerischen Wald und das Alpenvorland.
Funde aus der in der Weststeiermark gelegenen Höhensiedlung am Wartenstein lassen auf eine größere Verbreitung oder zumindest eine Verbindung mit der Chamer Kultur schließen. Rechnet man diese Funde der Chamer Kultur zu, so liegt die Verbreitungsgrenze etwa 150 Kilometer weiter südöstlich als bisher angenommen.

## Forschungsgeschichte
Die „Chamer Gruppe“ wurde erst 1951 von Hans Jürgen Hundt als eigenständig erkannt und anhand von seinerzeit nur sechs Fundstellen, darunter der Fundort Cham (Oberpfalz) definiert. Vergleichsmaterialien aus Westböhmen, dem nördlichen Niederösterreich und Oberösterreich wurden später der Kulturgruppe zugeordnet. Für Funde aus Nordtirol wird eine Zuordnung erwogen. Nachdem I. Burger eine Untergliederung in verschiedene „Regionen“ und Phasen begründete und der Quellendatenbestand auf rund 140 Fundstellen anwuchs, wurde die „Chamer Gruppe“ in „Chamer Kultur“ umbenannt.